# Mohunia splendens
Mohunia splendens är en insektsart som beskrevs av William Lucas Distant 1908. Mohunia splendens ingår i släktet Mohunia och familjen dvärgstritar. Inga underarter finns listade i Catalogue of Life.